# Пеца (Верона)
Пеца је насеље у Италији у округу Верона, региону Венето.
Према процени из 2011. у насељу је живело 120 становника. Насеље се налази на надморској висини од 460 м.